# 東海道お化け道中
『東海道お化け道中』（とうかいどうおばけどうちゅう）は、1969年（昭和44年）3月21日に公開された日本映画。大映京都撮影所製作・大映配給。カラー、シネマスコープ（2.35:1）、78分。父を探す娘と親分の仇を追う侠客が、妖怪の助けを得て冒険を繰り広げる時代劇特撮映画。
『妖怪大戦争』『妖怪百物語』と並んで「京都の妖怪三部作」と称される作品である。「妖怪もの」の体裁をとってはいるが、正統派「人情股旅もの」の定番要素である「生き別れの父と娘」「やくざのイカサマ博打」「勧善懲悪」などを盛り込んだ内容となっており、妖怪たちの劇中での描写は前2作に比べて尺も少なく、控えめとなっている。
劇場公開時の併映は『ガメラ対大悪獣ギロン』。地方によっては短編文化映画もプログラムに付加された。

## 製作

### キャスティング
妖怪たちのほとんどは『妖怪大戦争』『妖怪百物語』に続き、大阪の児童劇団の子役が演じている。
「大映妖怪三部作」すべてに登場する「白粉婆」役の山村嵯都子は大映京撮出身のベテランで、のちに原口智生監督の映像作品『さくや妖怪伝』（2000年）と『跋扈妖怪伝 牙吉』（2003年）でも白粉婆を演じている。当時70歳を越えていた山村は、原口監督の要請に応え、本三部作を懐かしんで嬉々として演じたという。

### 撮影・特殊造形
妖怪造形は前2作に引き続き、八木正夫を代表とする造形会社「エキスプロダクション」が担当した。衣装の制作は東京の工房で行い、京都の撮影所に持ち込んでいる。エキスプロは撮影にも立ち会っている。
本作での妖怪について、黒田義之監督は「普通の時代劇の中に妖怪を引っ張り出して、悪を滅ぼすという話」としていて、「これは妖怪を人間だと思って撮りました。人間にはいろんな人がいますが、妖怪の方が人間よりずっとましですよ」とコメントしている。

### 劇伴
劇伴音楽は『妖怪百物語』（1968年）に続いて渡辺宙明が担当。録音は京都で行われるため、渡辺はギター、ベース奏者を連れて、京都での録音に立ち会って細かい指示を出したといい、「大変でした」と語っている。妖怪の描写に使われる主旋律は、アレンジされて3年後に渡辺が担当するTV特撮映画『人造人間キカイダー』、『キカイダー01』（東映、NET）に活用されている。渡辺は「私のファンの方には“宙明節の原点ここにあり”と思って聞いていただけると嬉しいですね」とコメントしている。

### 興行
春休み興行作品として、大映東京撮影所製作の『ガメラ対大悪獣ギロン』（湯浅憲明監督）との2本立てで公開された。

## ストーリー
江戸時代。侠客・宮守の仁兵衛（みやもりのにへえ）は、対立するやくざ・火車（ひぐるま）組の悪事を暴く書状を胸に、代官所へ向かった。勘蔵親分率いる火車組は藤川宿近くの峠道で、仁兵衛ら宮守組を待ち伏せて斬り、書状を奪う。妖怪を祀った「鬼塚」の塚守り・甚兵衛（じんべえ）が祈祷のために偶然その場に居合わせていたが、口封じのために斬られ、「鬼塚」も壊される。甚兵衛が斬られた夜は、全国から妖怪が「鬼塚」に集まる年に一度の夜だった。このため、火車組に霊地を汚された妖怪たちは怒り狂う。
勘蔵が奪ったはずの書状は懐の中から消え、甚兵衛の幼い孫娘・お美代の手の中に収まる。お美代はすぐに書状を投げ捨てるが、やくざたちは書状を持って逃げたと思い込み、お美代を追い回す。捨てられた書状は風に乗ってどこかへ飛んでいく。瀕死の甚兵衛はお美代に、彼女の生みの父親が由比宿の職人・彫辰の弟子、唐八（とうはち）という男であることを告げ、「これを唐八に見せろ」とサイコロを渡して息絶える。お美代はやくざたちから逃げるため、東海道を一路上り、父を訪ね歩く旅に出る。
仁兵衛暗殺の手引きは、彼の側近・賽吉（さいきち）の裏切りによるものだった。勘蔵は賽吉に、書状の奪還および、宮守組の生き残りで、伊勢代参から帰ってくる途中の百太郎（ひゃくたろう）の暗殺を命じる。妖怪たちは、たびたび子分たちや賽吉の前に現れて脅かし、因果応報を言い含めるが、悪事の露見を恐れるやくざたちは耳を貸そうとしなかった。
お美代は火車組の手下たちに狙われ続けるが、偶然出会った百太郎、馬子の少年・新太、そして妖怪たちに助けられながら由比へ向かう。しかし百太郎は、道中で出会った賽吉の計略のためにお美代と離れ離れとなる。さらに、火車組の用心棒である浪人・権九郎から仁兵衛の死を知らされる。由比に着いた百太郎はひとりで彫辰のもとへ行き、唐八のことをたずねるが、彫辰は「唐八は7年前、生まれたばかりの娘を舅に預け、やくざとなって街を離れた」と答える。一方、由比に着いたお美代は、追いついてきた賽吉に捕らわれる。新太は百太郎を探し出し、助けを求める。
賽吉はお美代を人質にして百太郎をおびき寄せることを思いつき、殺さずに組の屋敷に連れ帰る。書状を求めてお美代の荷を探った賽吉はサイコロを見つける。それは賽吉と名を改めた唐八が亡き妻の遺骨から作った形見であり、お美代が生き別れた実の娘であることを知る。唐八はお美代を逃がそうとするが失敗する。サイコロを取り上げた勘蔵は、唐八の命を賭けた丁半博打をお美代に提案する。お美代はサイコロの持つ霊力のおかげで勝利する。すると、たくさんの妖怪たちが屋敷を取り囲み、彼らを追い立てる。
百太郎は立ちはだかる権九郎を倒し、屋敷にたどり着く。百太郎は親分の仇である賽吉＝唐八を斬ろうとし、罪を恥じていた唐八も身をまかせるが、お美代がそれを押しとどめる。森の中に追い詰められたやくざたちは、亡霊となった甚兵衛率いる妖怪軍団に次々ととり殺される。書状がふたたび風に乗って現れ、百太郎の手の中に収まる。これを読んですべての真相を知った百太郎は、書状を追って駆けて来た勘蔵の姿を認め、怒りを込めてひと太刀で仕留める。すべてを見届けた妖怪たちは、喜び踊りながら行列をなして夜の闇の中に消えていった。

## 登場妖怪
百々爺
駿河の国の妖怪。本作で初登場。
蛇骨婆
遠江の国の妖怪。劇中では「鬼塚」の主。本作で初登場。
ぬらりひょん
「大映京都妖怪三部作」すべてに登場する。前二作までの羽織姿と違い、粗末な着物に杖という姿。
木の枝のお化け
八つ墓山の木々の、葉の落ちた枝が人の手のようになって侵入者に絡みつく。
土転び
八つ墓山に刃物を持って踏み入った五郎吉と紋太の前に現れる。お美代らには石灯籠に見える。
のっぺらぼう
お美代と新太を追って八つ墓山に踏み入った五郎吉と紋太の前で、お美代と新太が眼も鼻もない顔になって現れる。
泥田坊
最後の行進では二体登場。
妖怪水車
本作初登場の妖怪。水車の周りを生首が飛び回る。火車一家の屋敷のそばに現れた。
火吹き婆
「左近の桜」に位置する妖婆。本作では火を吹く場面は無かった。立看ポスターでは主役級のアップだった。
ひょうすべ
「大映京都妖怪三部作」すべてに登場する。
白粉婆
「大映京都妖怪三部作」すべてに登場する。
青坊主
「右近の橘」に位置する妖怪忍者。「大映京都妖怪三部作」すべてに登場する。
一角大王
妖怪の近習頭。最後の行進にも参加。
毛女郎
「大映京都妖怪三部作」すべてに登場する。
狂骨
人形の操演で表現された。「大映京都妖怪三部作」すべてに登場し、最後の行列では、列の周りをふわふわと漂った。
烏天狗
火車一家の屋敷に影となって現れる。
一つ目小僧
八つ墓山の墓石から変化する。
人魂
生首
百太郎の夢に現れる。
その他
八つ墓山の墓石が妖怪に変化する場面で、目を光らせたシルエットで現れる詳細不明の妖怪が登場する。

## キャスト
順は本作冒頭のタイトルバックに基づく。役名の一部はキネマ旬報映画データベースによった。
- 銭座の百太郎：本郷功次郎
- 新太：保積ぺぺ
- お美代：古城門昌美
- 賽吉＝唐八：戸浦六宏
- 甚兵衛：左卜全

- 俵権九郎：五味龍太郎
- 丑松（勘蔵の子分）：伊達岳志（伊達三郎）
- 五郎吉（勘蔵の子分）：上野山功一
- 火車の勘蔵：山路義人

- 島の洋（旅の力士）：島田洋介
- お喜多（旅の女）：今喜多代
- 彫辰：水原浩一
- 宮守の仁兵衛：玉置一恵
- 百々爺：石原須磨男
- 紋太（勘蔵の子分）：山本一郎（結城市朗）

- 女中：滝のぼる
- 長助：暁新二郎
- 伴勇太郎
- 安藤仁一郎
- 藤春保
- 丘夏子
- 蛇骨婆：石井喜美子
- 白粉婆：山村嵯都子
- 竹内春義
- 馬場勝義

## スタッフ
監督を除く順と職掌は本作冒頭のタイトルバックに基づく。クレジットのない一部スタッフは別資料で補う。
- 監督：安田公義、黒田義之
- 企画：八尋大和
- 脚本：吉田哲郎、浅井昭三郎
- 撮影：今井ひろし
- 録音：海原幸夫
- 照明：黒川俊二
- 美術：西岡善信
- 音楽：渡辺宙明
- 編集：谷口登司夫
- 擬斗：楠本栄一
- 音響効果：倉嶋暢
- 助監督：辻光明
- 製作主任：小沢宏
- 現像：東洋現像所

### ノンクレジット (スタッフ)
- 撮影：武田千吉郎[2]
- 録音：奥村雅弘[2]
- 照明：美間博[2]
- 美術：加藤茂[2]
- 特殊造形：八木正夫、エキスプロダクション[3]
- スチル：都筑輝孝[2]

## 映像ソフト
- 1997年8月22日に『妖怪百物語』『妖怪大戦争』とセットになったLD-BOX『妖怪封印函』がアミューズより発売された[4]。
- 2000年7月26日に発売大映・販売徳間ジャパンコミュニケーションズによりDVDが発売された[5]。デジタル・ニューマスター[5]。

## 漫画版
『週刊少年キング』（少年画報社）
浜慎二による漫画化作品『恐怖まんが 東海道お化け道中』が1969年14号～15号にかけて集中特集掲載された。14号で前編20ページ、15号で後編19ページ。
この『恐怖まんが 東海道お化け道中』は、上述のLD『妖怪封印函』の特典付録として、単行本1冊にまとめて収録されている。